# Inca
Inca ist eine Gemeinde auf der spanischen Baleareninsel Mallorca.

## Geographie

### Lage
Die rund 59 km² große Gemeinde liegt in der Region Raiguer, an den Südosthängen der Serra de Tramuntana. Zur südwestlich gelegenen Inselhauptstadt Palma sind es rund 30, nach Alcúdia im Nordosten etwa 25 Kilometer.

## Geschichte
Erste Siedlungen stammen aus der Zeit der Talayot-Kultur (13. bis 2. Jahrhundert v. Chr.), diese wurden später von den Römern bewohnt, als sie die Insel besetzten. Während der maurischen Epoche war die Stadt unter dem Namen ‘Inkán’ bekannt.
Viele Jahre befand sich in Inca ein jüdisches Viertel, ehe es während anti-jüdischer Pogrome 1391 zerstört wurde. Zu der Geschichte des Viertels siehe Jüdisches Viertel von Inca (Mallorca). 

### Einwohnerentwicklung
Inca zählt 35.654 Einwohner (Stand: 2024). Die Kernstadt hatte 2008 27.478 Einwohner. Im Jahr 2006 betrug der Ausländeranteil der Gemeinde Inca 14,6 % (3.977), der Anteil deutscher Einwohner 0,5 % (136).
| Jahr      | 1857  | 1877  | 1897  | 1910  | 1930   | 1950   | 1970   | 1991   | 2011   | 2017   |
| Einwohner | 5.925 | 6.823 | 7.364 | 8.353 | 10.398 | 12.522 | 16.930 | 20.415 | 30.359 | 31.255 |

## Politik

### Partnerstädte
Inca hat zwei Partnerstädte: Telpaneca im Departamento Madriz in Nicaragua sowie Lompoc in US-Bundesstaat Kalifornien.

## Wirtschaft
Die Region des Raiguer und im Besonderen die Stadt Inca sind als Zentrum des Schuh- und Lederhandwerks auf Mallorca bekannt. Die Schuhmacherzünfte sind die ältesten auf Mallorca und datieren zurück bis zur katalanischen Eroberung der Insel im 13. Jahrhundert. Das Leder- und Schuhhandwerk hat sich in dieser Stadt zu Industrieunternehmen von internationalem Ruf entwickelt: Lottusse, George’s, Camper, Barrats, Farrutx,  Munper, Asinca und Kollflex sind hier nur einige bekannte Beispiele.

### Verkehr

#### Schienenverkehr

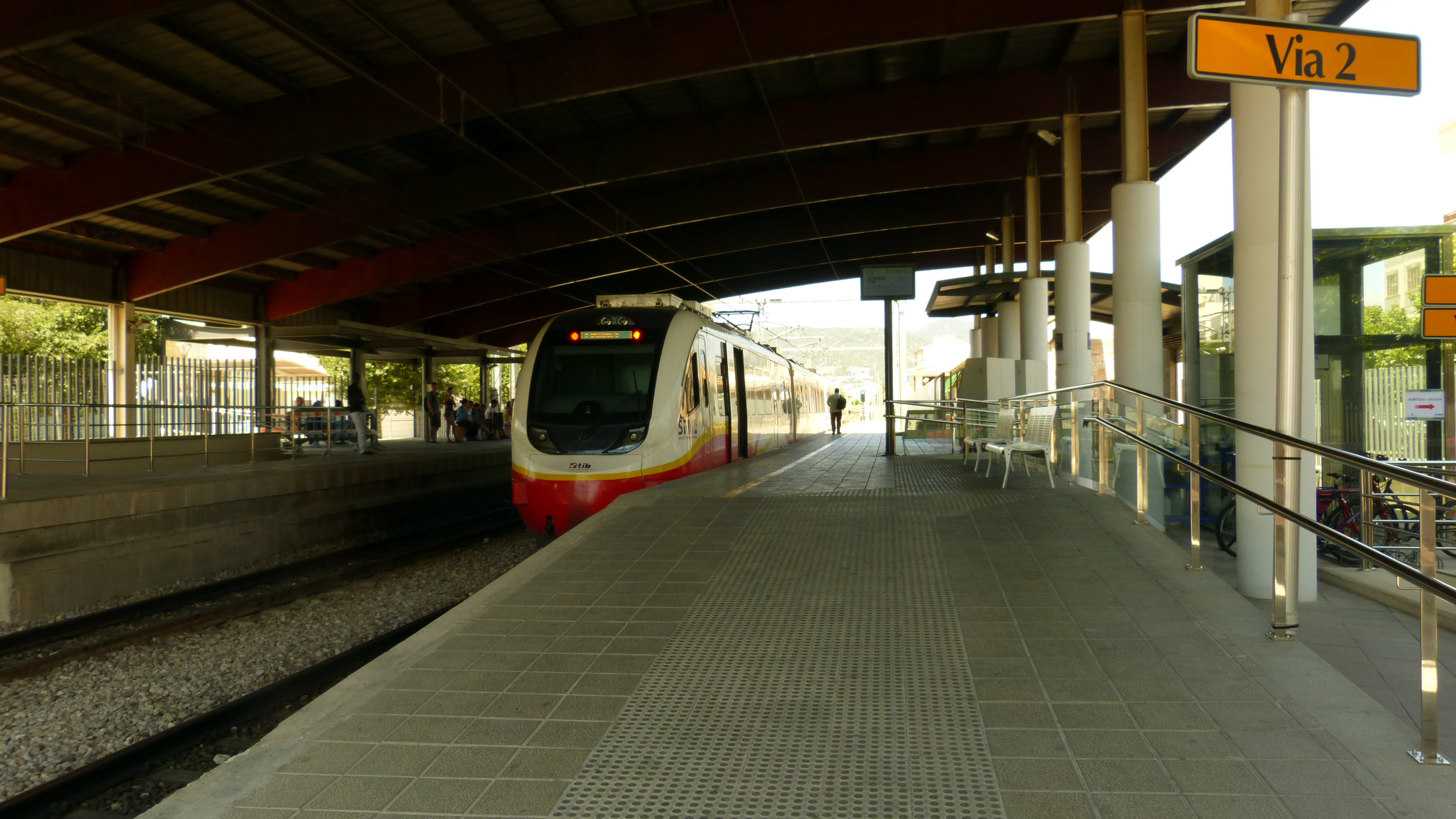
Ein Zug nach Palma im Bahnhof Inca

Inca hat seit 1875 einen Bahnhof. Dieser war zu Beginn Endbahnhof der Strecke Palma–Inca, später wurde die Strecke weiter Richtung Manacor und Sa Pobla gebaut. Der Bahnhof in Inca entwickelte sich zu einem der wichtigen Bahnhöfe für Personenverkehr und Güterumschlag. Von den Stilllegungen in den 1960er Jahren verschiedener Bahnstrecken auf Mallorca war er jedoch nicht betroffen, dennoch ging das Verkehrsaufkommen zurück. Erst mit der Modernisierung in den 1990er Jahren und der Elektrifizierung 2012 wurde das Angebot wieder attraktiver und stärker genutzt.
Der heutige Bahnhof Inca liegt südwestlich der Altstadt und verfügt über drei Bahnsteiggleise, die dem planmäßigen Personenverkehr dienen. Von dort kann man dreimal pro Stunde Richtung Palma sowie einmal stündlich Richtung Manacor und Sa Pobla reisen.

#### Straßenverkehr
Inca liegt an der Autopista Ma-13 von Palma nach Alcúdia und ist damit gut an das Straßennetz der Insel Mallorca angebunden. Über eine Vielzahl weitere Landstraßen gelangt man in alle Teile der Insel.
Vom zentralen Busbahnhof nahe dem Bahnhof und einigen weiteren Bushaltestellen aus verkehren Busse in das Umland sowie zu den großen Touristenzentren.

## Kultur und Sehenswürdigkeiten

### Bauwerke

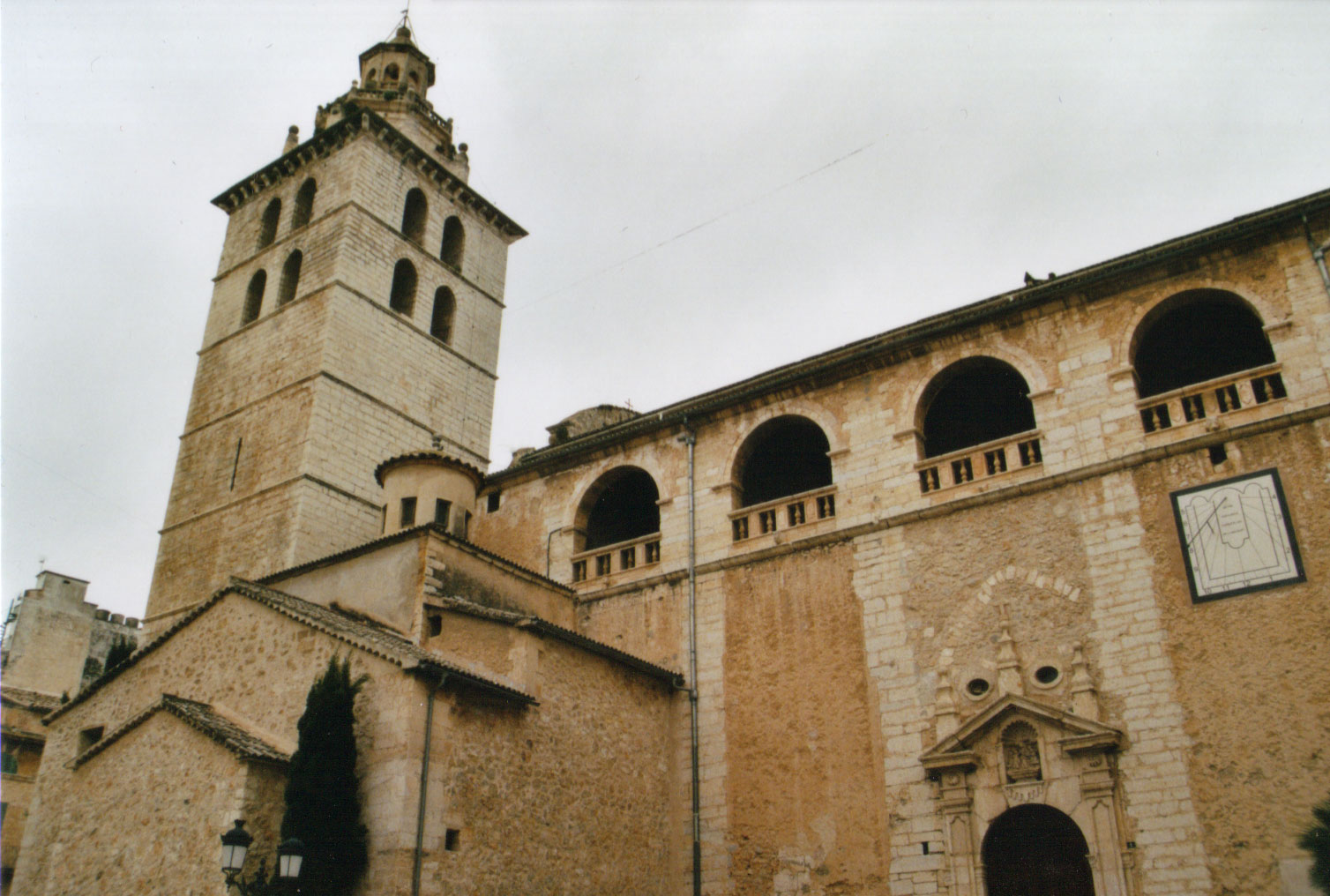
Kirche Santa Maria

- Pfarrkirche Santa Maria la Major d’Inca ist eine typische Barock-Kirche der Insel Mallorca. Kurz nach der Eroberung Mallorcas wurde die einfache Pfarrkirche Santa Maria d'Inca im Jahre 1248 erbaut. Die heutige Kirche Santa Maria la Major (18. Jahrhundert) ist jedoch das dritte an dieser Stelle erbaute Gotteshaus.
- Convent de Sant Domingo, Dominikanerkloster
- Kirche Sant Francesc
- Hieronymitinneen-Kloster San Bartolomé
- Wachsfigurenkabinett Museo de cera

### Regelmäßige Veranstaltungen
- Markt und Landwirtschaftsmesse die Fira „Dijous Bo“ (deutsch: Fetter Donnerstag) mit oft mehr als  100.000 Besuchern, findet jeweils am 2. Donnerstag im November statt.

## Persönlichkeiten
- Gabriel Llompart y Jaume Santandreu (1862–1928), katholischer Geistlicher; wurde in Inca geboren
- Gabriel Buades i Pons (1903–1938), Politiker, spanischer Pazifist und Opfer der Unterdrückung in der Franco-Zeit während des Bürgerkriegs; wurde in Inca geboren
- Günther Bollhagen (1927–2014), deutscher Hörfunksprecher, -moderator und Komponist; verstarb in Inca
- Gabriel Busquets Aparicio (* 1950), spanischer Diplomat
- Pere Pou i Llompart (* 1963), spanischer Sänger; wurde in Inca geboren.